# Dispensaire

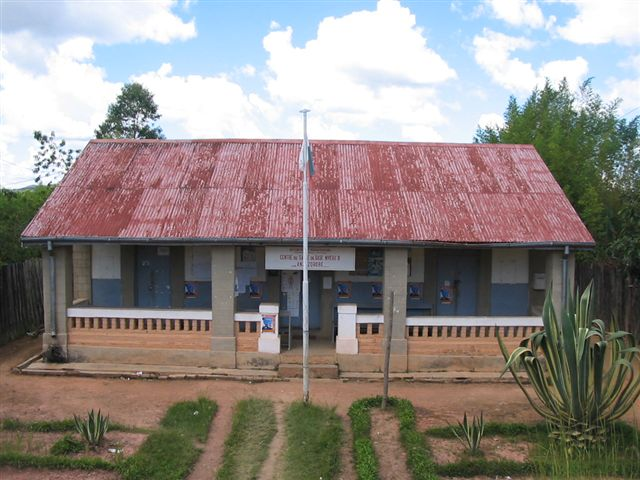
Dispensaire d'Anjozorobe, à Madagascar.

Un dispensaire est un établissement de santé qui dépend d'un organisme public ou privé, où l'on soigne gratuitement les malades.

## Historique

### France
Sous l'Ancien Régime, les dispensaires étaient des maisons de charité, ou infirmeries où l'on dispensait à la fois des soins infirmiers et les secours en nature aux indigents. Elles étaient tenues par des congrégations religieuses féminines, sœurs de Saint Vincent de Paul, etc.
Théophraste Renaudot installa un dispensaire, payant pour les aisés et gratuit pour les pauvres. Il y accueillit même depuis 1632 des conférences hebdomadaires médicales.
Les dispensaires municipaux sont intitulés « centre municipal de santé ». Ils regroupent à la fois des consultations généralistes pour tous publics, les centres de PMI, et les consultations du planning familial. Les professionnels des centres de santé sont regroupés au sein d'une association qui milite pour une démarche de santé communautaire, l'Institut Renaudot.